# Daulatdia
Daulatdia (en bengalí: দৌলতদিয়া) es el nombre de un pueblo del distrito de Rajbari, en Bangladés, cuya mala fama pasa por ser considerado, en su conjunto, el mayor burdel o barrio rojo del país, y calificado como uno de los mayores del mundo. Es uno de los 20 burdeles oficialmente autorizados del país, que abrieron sus puertas alrededor de 1988, aunque ya existían extraoficialmente desde décadas antes. Se calcula que hay entre 1 300 y 2 000 mujeres prostituidas en el pueblo. Daulatdia atiende a más de 3 000 hombres al día, que pueden pagar por sexo, consumir drogas y apostar. Se encuentra a menos de 40 km de dos pasos fronterizos oficiales de la India: Darshana/Gede (sur) y Kutubpur/Teinpur (norte).

## Polémicas
Aunque la prostitución sólo es legal en Bangladés para las mujeres mayores de 18 años, la edad media de las trabajadoras del sexo recién llegadas es de 14 años, y algunas de Daulatdia tienen sólo 10 años. Muchas de ellas son vendidas para ejercer el trabajo sexual por el equivalente a unos 250 dólares (en 2014), que luego están obligadas a pagar a proxenetas que son en su mayoría mujeres mayores, conocidas como "madames". Las trabajadoras sexuales suelen ser engañadas por sus madamas para que tomen medicamentos como Ventolin o Dexametasona, destinados a engordar el ganado.

## Cierre temporal en 2020
El 20 de marzo de 2020, se ordenó su cierre en respuesta a la pandemia de coronavirus en Bangladés. El 23 de marzo de 2020, las trabajadoras sexuales de Daulatdia hicieron un llamamiento al gobierno de Bangladés para obtener fondos de emergencia, lo que finalmente llevó a la reapertura de los burdeles poco después.